# محمد خلیل اختر
محمد خلیل اختر (انگلیسی: Muhammad Khalil Akhtar؛ زادهٔ ۱۵ آوریل ۱۹۸۴) تیرانداز اهل پاکستان است. وی در بازی‌های المپیک تابستانی ۲۰۲۰ شرکت کرده‌است.
وی در مسابقات کشوری و بین‌المللی در مجموع برندهٔ ۱ مدال نقره شده‌است.